# 地理人种
地理人种（英語：geographical race）是由德国B.伦什倡议并由美国地理学家加恩（Stanley Marion Garn）于20世纪60年代发展的一种人种划分方式。

## 特点
- 在相当于洲的范围内由地理隔离所形成。在体质、血型、免疫和遗传基因上有共性。
- 地理人种的分布范围相当于洲，却与洲的范围不重合。
- 地理人种的形成是人群对相当于洲的范围内的环境长期而连续适应形成的结果。

## 划分

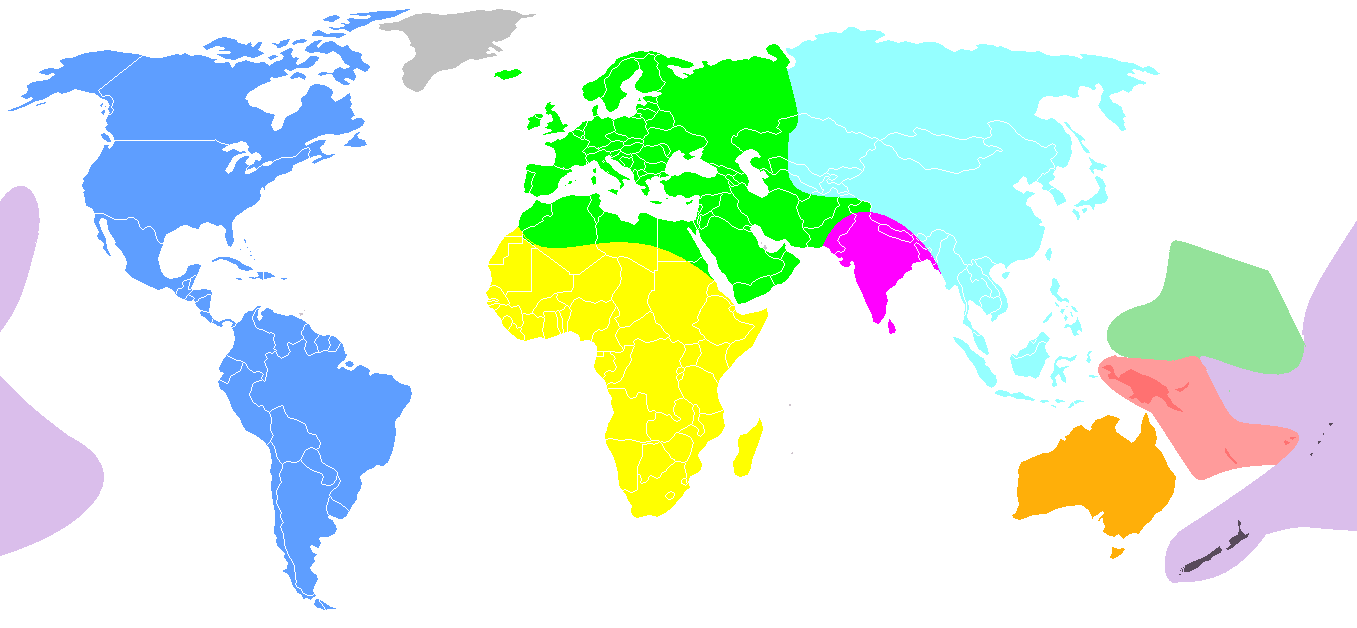
加恩在1961年出版的《人种》（Human Races）一书中划分的9个地理人种

加恩划分出了9个地理人种：
- 美洲地理人种
- 波利尼西亚地理人种
- 密克罗尼西亚地理人种
- 羙拉尼西亚地理人种
- 澳大利亚地理人种
- 亚洲地理人种
- 印度地理人种
- 欧洲地理人种
- 非洲地理人种